# Henryk Rump
Henryk Rump (ur. 28 stycznia 1863 w Stanisławowie, zm. 24 marca 1920 w Lublinie) – pułkownik lekarz Wojska Polskiego.

## Życiorys
Henryk Rump urodził się 28 stycznia 1863 roku w Stanisławowie, w ówczesnym Królestwie Galicji i Lodomerii. Tam też ukończył gimnazjum. Następnie studiował na Wydziale Lekarskim Uniwersytetu Jagiellońskiego, a po pięciu semestrach kontynuował studia na Wydziale Lekarskim Uniwersytetu Wiedeńskiego.
Od 1 maja 1887 roku pełnił służbę w cesarskiej i królewskiej armii. Służbę rozpoczął w Szpitalu Garnizonowym Nr 1 w Wiedniu, w stopniu asystenta lekarza. W 1915 roku awansował na stopień starszego lekarza sztabowego 1 klasy. W latach 1916–1917 był szefem sanitarnym Generalnego Gubernatorstwa Wojskowego w Polsce z siedzibą w Lublinie. W sierpniu 1918 roku został szefem sanitarnym 7 Korpusu na froncie włoskim. W listopadzie 1918 roku pełnił służbę na stanowisku komendanta c. i k. Szpitala Zapasowego w Wadowicach.
12 grudnia 1918 roku został przyjęty do Wojska Polskiego z zatwierdzeniem posiadanego stopnia pułkownika lekarza i przydzielony na stanowisko szefa sanitarnego Okręgu Generalnego „Lublin” w Lublinie. Zmarł 24 marca 1920 roku w Lublinie w następstwie obrażeń ciała doznanych w wypadku drogowym. 29 maja 1920 roku został pośmiertnie zatwierdzony z dniem 1 kwietnia 1920 roku w stopniu pułkownika w korpusie lekarskim, w grupie oficerów byłej armii austro-węgierskiej.
11 czerwca 1920 roku, na wniosek Ogólnej Komisji Weryfikacyjnej, Naczelny Wódz nadał mu pośmiertnie „tytuł generała podporucznika w korpusie lekarskim”.

## Awanse
W cesarskiej i królewskiej armii:
- asystent lekarza (niem. Assistenzarzt) - 1887[9]
- starszy lekarz (niem. Oberarzt) - 1887[10]
- lekarz pułku (niem. Regimentsarzt) - 1890[11]
- lekarz sztabowy (niem. Stabsarzt) - 1904[12]
- starszy lekarz sztabowy 2 klasy (niem. Oberstabsartzt 2. Klasse) - 1910[13]
- starszy lekarz sztabowy 1 klasy (niem. Oberstabsartzt 1. Klasse) - 1915[14]

W Wojsku Polskim:
- pułkownik lekarz - 12 grudnia 1918, zatwierdzony pośmiertnie 29 maja 1920
- tytularny generał podporucznik lekarz - pośmiertnie 11 czerwca 1920